# أنابيلا سكيورا
أنابيلا سكيورا (بالإنجليزية: Annabella Sciorra) (و. 1960  م) هي منتجة أفلام، وممثلة أفلام، وممثلة تلفزيونية، وممثلة مسرحية أمريكية، ولدت في بروكلين.

## التعليم
تعلمت في الأكاديمية الأميركية للفنون المسرحية (حتى 1980).

## جوائز
حصلت على جوائز منها:
- Lunt-Fontanne Award for Ensemble Excellence ‏ (2011).[4]

## وصلات خارجية
- أنابيلا سكيورا على موقع IMDb (الإنجليزية)
- أنابيلا سكيورا على موقع روتن توميتوز (الإنجليزية)
- أنابيلا سكيورا على موقع ألو سيني (الفرنسية)
- أنابيلا سكيورا على موقع تيرنر كلاسيك موفيز (الإنجليزية)
- أنابيلا سكيورا على موقع أول موفي (الإنجليزية)
- أنابيلا سكيورا على موقع قاعدة بيانات برودواي على الإنترنت (الإنجليزية)
- أنابيلا سكيورا على موقع قاعدة بيانات الأفلام السويدية (السويدية)
- أنابيلا سكيورا على موقع إن إن دي بي (الإنجليزية)
- أنابيلا سكيورا على موقع قاعدة بيانات الفيلم (الإنجليزية)
- أنابيلا سكيورا على موقع كينوبويسك (الروسية)